# Rufin I (biskup Bizancjum)
Rufin I (zm. 293) – biskup Bizancjum w latach 284–293.